# Lady Popular
Лејди попјулар (енгл. Lady Popular) бесплатна је модна игра на мрежи заснована на прегледачу коју је развила бугарска компанија софтвера Екс-Ес софтвер. Објављена је крајем 2009, а у августу 2012. објављена је друга већа верзија игре као засебна игра под називом Лејди попјулар фашон арина (енгл. Lady Popular Fashion Arena). Ова игра циља првенствено на женску публику. Преведена је на 21 језик и има преко 8 милиона регистрованих корисника.

## Гејмплеј
Сваки играч почиње игру стварањем свог женског лика, под називом „дама”. Након стварања карактера, играч може:
- да промени изглед свог карактера (фризуру, шминку, итд);
- да купи својој дами одећу;
- да изнајми стан и украси га;
- да сарађује са другим играчима у клубу;
- да учествује у мисијама;
- да комуницира са другим играчима помоћу коментара и чет у игри;
- да игра дуеле у модној арени[1];
- да повећава своју популарност[2];
- и да се такмичи за најбољу даму, најлепши стан и најбољу журку.

### Почетак игре
Да би започео игру, играч треба да се региструје. Затим, играч бира дамин првобитни изглед (очи, усне, косу, итд.) и њено име. На почетку игре постоји туторијал који помаже играчу кроз игру и награђује га за извршење задатака.

### Град
Панел град приказује бољи распоред свих осталих панела игре. У граду постоји:
- Салон лепоте — у ком играч може да промени изглед своје даме.
- Тржни центар — у ком играч може да иде у куповину одеће за даму.
- Клубови — у којима играч може наћи виртуелне момке за даму.
- Продавница са намештајем — у којем играч може да купи намештај и искористи за декорацију стана.
- Продавница љубимаца — у којој играч може да купи виртуелне кућне љубимце, и одећу за њих.
- Центар за забаве — у којем играч може да организује своју забаву и позове друге играче.
- Послови[4] — где играч може послати своју даму на посао ради добијања новца (долара).
- Карневал — у којем играч може да учествује у виртуелном аукцији, освоји награде од срећних карата и да игра за специјалну одећу и намештај у модној машини.

## Награде

### 2010
- Најбоља веб базирана игра;
- Прво место у омиљеној заједници игара;
- Друго место у најпопуларнијим играма.

### 2011
- Најбоља веб базирана игра;
- Прво место у омиљеној заједници игара.

### 2012
- Најбоља веб базирана игра;
- Прво место у омиљеној заједници игара;
- Друго место у најпопуларнијим играма;
- Друго место у најбољим 2Д играма.

### 2013
- Најбоља веб базирана игра;
- Прво место у омиљеној заједници игара.